# Balfour, Oos-Kaap
Balfour, Oos-Kaap este un oraș din Africa de Sud.